# (6361) 1978 VL11
(6361) 1978 VL11 (1978 VL11, 1985 UP2, 1987 DR5) — астероїд головного поясу, відкритий 7 листопада 1978 року.
Тіссеранів параметр щодо Юпітера — 3.491.